# 宇野気駅

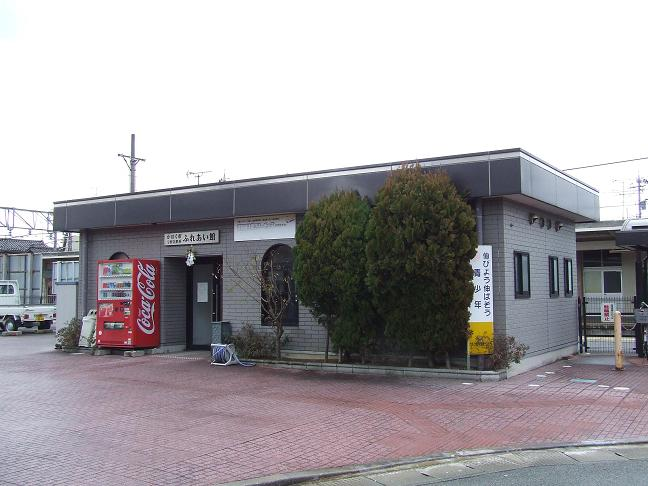
西口駅舎（2009年6月）

宇野気駅（うのけえき）は、石川県かほく市宇野気にある、西日本旅客鉄道（JR西日本）七尾線の駅である。

## 歴史
- 1898年（明治31年）4月24日：七尾鉄道 津幡仮停車場（現在の本津幡駅の前身） - 七尾駅 - 矢田新駅（のちの七尾港駅）間開通と同時に開業（一般駅）[1][2][3]。
- 1907年（明治41年）7月1日：七尾鉄道が鉄道国有法により国有化[2]。帝国鉄道庁（国鉄）の駅となる。
- 1909年（明治42年）10月12日：線路名称制定。七尾線の所属となる[2]。
- 1961年（昭和36年）4月1日：貨物の取扱を廃止[4]。
- 1966年（昭和41年）2月：駅舎改築[5]。
- 1972年（昭和47年）3月15日：業務委託化[6]。
- 1985年（昭和60年）3月14日：荷物扱い廃止[4]。
- 1987年（昭和62年）4月1日：国鉄分割民営化に伴い、西日本旅客鉄道（JR西日本）の駅となる[4]。
- 1996年（平成8年）12月12日：西口を開設[要出典]。
- 2021年（令和3年）3月13日：ICカード「ICOCA」の利用が可能となる[7][8][9]。

## 駅構造
相対式ホーム2面2線を有する地上駅。駅舎を2つ持ち、東口（上りホーム側）はコンクリート平屋建て、西口（下りホーム側）は「宇野気駅西ふれあい館」との併設となっている。互いのホームは跨線橋で連絡している。
七尾鉄道部が管理し、東口はJR西日本金沢メンテックが駅務を受託する業務委託駅で、みどりの窓口が設置されている。西口は、無人化された。ICOCAなどの交通系ICカードが利用可能となっており、改札にはICカード専用の簡易改札機が設置されている。

### のりば
| のりば | 路線    | 方向 | 行先           |
| ------ | ------- | ---- | -------------- |
| 1      | ■七尾線 | 上り | 津幡・金沢方面 |
| 2      | ■七尾線 | 下り | 羽咋・七尾方面 |

- 停車列車は方向別でホームを使い分けるが、1番のりばは下り方面への入線・発車も可能である[10]。

## 利用状況
2019年（令和元年）度の1日平均乗車人員は1,294人である。
「石川県統計書」によると、近年の1日平均乗車人員の推移は以下のとおりである。
| 年度   | 1日平均 乗車人員 |
| ------ | ---------------- |
| 1997年 | 1,536            |
| 1998年 | 1,566            |
| 1999年 | 1,531            |
| 2000年 | 1,495            |
| 2001年 | 1,425            |
| 2002年 | 1,337            |
| 2003年 | 1,309            |
| 2004年 | 1,252            |
| 2005年 | 1,221            |
| 2006年 | 1,191            |
| 2007年 | 1,203            |
| 2008年 | 1,223            |
| 2009年 | 1,236            |
| 2010年 | 1,197            |
| 2011年 | 1,189            |
| 2012年 | 1,217            |
| 2013年 | 1,275            |
| 2014年 | 1,148            |
| 2015年 | 1,338            |
| 2016年 | 1,318            |
| 2017年 | 1,316            |
| 2018年 | 1,306            |
| 2019年 | 1,294            |

## 駅周辺
- かほく市役所[1]（旧宇ノ気町役場）
- かほく市立宇ノ気中学校
- かほく市立宇ノ気小学校
- PFU本社開発センター
- 石川県西田幾多郎記念哲学館 - 宇ノ気出身の哲学者西田幾多郎と哲学についての展示がある[1]。駅から南西徒歩25分。
- イオンモールかほく
- のと里山海道 白尾IC
- 石川県道8号松任宇ノ気線
- 石川県道126号宇野気停車場線

## バス路線

### 東口
- かほく市福祉巡回バス[14]
- 「イオンモールかほく」行き無料シャトルバス[15]

### 西口
- 西口より徒歩5分ほどの「宇の気」バス停から北鉄能登バス高松線（津端中央-本津幡駅-高松駅）が運行されていたが、2009年（平成21年）9月30日限りで廃止となっている。

## 隣の駅
西日本旅客鉄道（JR西日本）
■七尾線
能瀬駅 - 宇野気駅 - 横山駅